# زواج الأطفال في السودان
في 2017 في السودان، 34% من البنات تم تزويجهن قبل عامهن الثامن عشر، و12% تم تزويجهن قبل عامهن الخامس عشر. السودان هي البلد رقم 29 عالميًا في ترتيب البلاد التي تقوم بتزويج الأطفال.
تقريبًا واحدة من كل ثلاث فتيات في السودان يتم تزويجها قبل عامها الثامن عشر.
صدر تقريرٌ في السودان عام 2017، يكشف أن 10.7% من النساء ما بين 15 إلى 49 سنة تم تزويجهن قبل الخامسة عشر، و38% تم تزويجهن قبل الثامنة عشر.

## السن القانوني للزواج
السن القانوني للزواج حاليًا في السودان هو 10.
قانون الأحوال الشخصية الإسلامي عام 1991 في السودان سمح بتزويج الفتاة بمجرد بلوغها. كما سمح بتزويج الفتيات ذوات العشر أعوام عن طريق الوصي عليها وبموافقة قاضٍ.